# 藍迪·瓊斯
藍道·里歐·瓊斯（英語：Randall Leo Jones，1960年1月12日—），為美國職棒大聯盟的投手，生涯曾效力過教士與大都會兩隊。他是1976年國聯賽揚獎的得主。
瓊斯畢業於加州的查普曼大學，他的招牌球種是伸卡球。

## 職業生涯
瓊斯在1972年大聯盟選秀的第五輪被教士隊選中，他在1973年6月16日登上大聯盟。
1974年，瓊斯僅拿下8勝22敗，防禦率4.45。不過他在1975年躍升成為單季20勝的投手之一，並擁有全聯盟最佳的2.24防禦率。1976年，瓊斯更是拿下22勝14敗，防禦率2.74。最後他在這年拿下賽揚獎，並拿下運動新聞報國聯年度最佳投手。他在這兩年都入選明星賽，而且1976年上半季，他更是拿下16勝3敗。
同年，瓊斯寫下連續112次守備機會無失誤的投手紀錄。他還寫下單季參與12次雙殺守備的國聯投手紀錄。雖然瓊斯在這兩年投出不凡身價，但他在1976年最後一場先發左手神經受傷，導致他無法回歸賽揚獎等級的身手。
1980年12月15日，瓊斯被交易到大都會，教士換來José Moreno和John Pacella。他在大都會打了兩年後，季末被球隊釋出。瓊斯原本和海盜隊簽約，不過他在1983年球季開打前遭到海盜釋出，他的棒球生涯也因此終結。
瓊斯生涯僅拿下100勝123敗，為賽揚獎得主中，生涯勝率未達5成的選手。1997年5月9日，教士隊宣布將瓊斯的35號球衣退休。

## 退休後生活
退休之後，瓊斯便開始指導後進。其中貝瑞·齊托是他最出名的學生，他曾在2002年拿下賽揚獎。
1996年，瓊斯受到引薦提名至教士隊的名人堂。他在1999年和Nate Colbert與雷·克洛克成為第一批入選的人士。目前他在電台擔任棒球播報員。

## 生涯投球數據
| 勝投 | 敗投 | 防禦率 | 出賽場次 | 先發 | 救援成功 | 投球局數 | 安打 | 失分 | 自責分 | 全壘打 | 保送 | 三振 | 暴投 | 觸身球 |
| ---- | ---- | ------ | -------- | ---- | -------- | -------- | ---- | ---- | ------ | ------ | ---- | ---- | ---- | ------ |
| 100  | 123  | 3.42   | 305      | 285  | 2        | 1933.0   | 1915 | 875  | 735    | 129    | 503  | 735  | 19   | 18     |

## 外部連結
- 球員資訊和成績在MLB，ESPN，Baseball-Reference，Fangraphs（英文）
- 藍迪·瓊斯在台灣棒球維基館上的頁面（繁體中文）